# Tabanus joshii
Tabanus joshii är en tvåvingeart som beskrevs av Coher 1985. Tabanus joshii ingår i släktet Tabanus och familjen bromsar.
Artens utbredningsområde är Nepal. Inga underarter finns listade i Catalogue of Life.